# Srednjoeuropska inicijativa
Srednjoeuropska inicijativa ili SEI (eng. Central European Initiative ili CEI) politička je, ekonomska, kulturna i znanstvena međunarodna organizacija. Utemeljena je 11. studenog 1989. godine u Budimpešti, kada je formulirana i prihvaćena Zajednička deklaracija o osnivanju Kvadrigonale, u kojoj su bili tadašnja Austrija, Italija, bivša Jugoslavija i Mađarska. Na sastanku ministara vanjskih poslova zemalja članica održanom u ožujku 1992. godine u Klagenfurtu uveden je naziv "Srednjoeuropska inicijativa". 1992. je godine Republika Hrvatska sukcesivno primljena u punopravno članstvo na sastanku predsjednika Heksagonale održanom u Beču.
SEI potiče multilateralan pristup suradnji, te ostale zajedničke političke i gospodarske aktivnosti. Trenutno broji 18 zemalja članica, to su: Albanija, Austrija, Bjelorusija, Bosna i Hercegovina, Bugarska, Hrvatska, Češka, Mađarska, Italija, Makedonija, Moldavija, Crna Gora, Poljska, Rumunjska, Srbija, Slovačka, Slovenija i Ukrajina.

## Članice

### Osnivači
- Austrija (1989.)
- Italija (1989.)
- Jugoslavija (1989. – 1992.)
- Mađarska (1989.)

### Pridruženi
- Čehoslovačka (1990. – 1993.)
- Poljska (1991.)
- Republika Bosna i Hercegovina (1992.)
- Hrvatska (1992.)
- Slovenija (1992.)
- Sjeverna Makedonija (1992.)
- Češka Republika (1993.)
- Slovačka (1993.)
- Albanija (1996.)[2]
- Bjelorusija (1996.)
- Bugarska (1996.)
- Moldavija (1996.)
- Rumunjska (1996.)
- Ukrajina (1996.)
- Srbija i Crna Gora (2000. – 2006.)
- Srbija (2006.)
- Crna Gora (2006.)

## Vanjske poveznice
- Službena stranica